# Copa de Albania 2021-22
La Copa de Albania 2021-22 (en albanés: Kupa e Shqipërisë) es la septuagésima temporada de la competición de copa anual de Albania. Vllaznia son los campeones defensores. 

## Formato
Las series se juegan en un formato a dos partidos similar a los de las competiciones europeas. Si el marcador global está empatado después de ambos juegos, el equipo con el mayor número de goles fuera de casa avanza. Si el número de goles a domicilio es igual en ambos partidos, el partido se decidirá mediante tiempo extra y, si es necesario, una tanda de penaltis.

## Ronda preliminar
Para reducir el número de equipos participantes en la primera ronda a 32, se juega un torneo preliminar. A diferencia del torneo principal, el torneo preliminar se lleva a cabo como una competencia eliminatoria de un solo partido. Los partidos se jugaron el 11 de septiembre de 2021.
| Equipo 1 | Resultado | Equipo 2  |
| -------- | --------- | --------- |
| Sopoti   | 1−2       | Luzi 2008 |
| Labëria  | 3−0       | Bilisht   |

### Sopoti vs Luzi 2008
| 11 de septiembre de 2021 | Sopoti               | 1:2 (0:2) | Luzi 2008                         | Sopoti Stadium, Librazhd, Albania |                        |
| 15:30 (CEST)             | - Sejdini 79' (pen.) | Reporte   | - 15' (a.g.) Tanushi - 40' Camara | Árbitro(s): Laver Alla            | Árbitro(s): Laver Alla |

### Labëria vs Bilisht
| 11 de septiembre de 2019 | Labëria                                   | 3:0 (1:0) | Bilisht | Labëria Complex, Nartë, Albania |                        |
| 15:30 (CEST)             | - Mirani 18' - Dalanaj 70' - Kamberaj 88' | Reporte   |         | Árbitro(s): Qazim Copa          | Árbitro(s): Qazim Copa |

## Primera ronda
Los 26 equipos elegibles de Superliga de Albania 2021-22 y Kategoria e Parë 2021-22 participarán en esta ronda junto con 6 equipos de Kategoria e Dytë. Los partidos se jugaron los días 22 de septiembre de 2021, 13 y 14 de octubre de 2021.
| Equipo 1   | Agr.                 | Equipo 2      | Ida | Vuelta |
| ---------- | -------------------- | ------------- | --- | ------ |
| Luzi 2008  | 3−6                  | Teuta         | 1−4 | 2−2    |
| Tërbuni    | 0−6                  | Partizani     | 0−3 | 0−3    |
| Shkumbini  | 0−9                  | Tirana        | 0−3 | 0−6    |
| Veleçiku   | 0−7                  | Skënderbeu    | 0−3 | 0−4    |
| Oriku      | 1−6                  | Bylis         | 1−2 | 0−4    |
| Erzeni     | 1−2                  | Dinamo Tirana | 1−0 | 0−2    |
| Besëlidhja | 4−2                  | Burreli       | 0−0 | 4−2    |
| Vora       | 3−5                  | Korabi        | 2−1 | 1−4    |
| Labëria    | 2−5                  | Vllaznia      | 2−1 | 0−4    |
| Butrinti   | 1−5                  | Laçi          | 1−1 | 0−4    |
| Maliqi     | 0−4                  | Kukësi        | 0−0 | 0−4    |
| Elbasani   | 0−4                  | Kastrioti     | 0−2 | 0−2    |
| Flamurtari | 2−2 (t. s.) (7−6 p.) | Apolonia      | 1−1 | 1−1    |
| Turbina    | 1−2                  | Egnatia       | 1−1 | 0−1    |
| Lushnja    | 0−3                  | Tomori        | 0−3 | 0−0    |
| Besa       | 1−2                  | Pogradeci     | 1−0 | 0−2    |

### Luzi 2008 vs Teuta
| 22 de septiembre de 2021 | Luzi 2008   | 1:4 (1:2) | Teuta                                                   | Estadio Luz i Vogël, Luz i Vogël, Albania |                            |
| 16:00 (CEST)             | - Myrta 32' | Reporte   | - 16' Jazxhi - 45+1' Zogaj - 47' Kapllani - 73' Kallaku | Árbitro(s): Ervin Kotemelo                | Árbitro(s): Ervin Kotemelo |

| 13 de octubre de 2021 | Teuta                        | 2:2 (2:2) (Global 6:3) | Luzi 2008                  | Estadio Niko Dovana, Durrës, Albania |                         |
| 13:00 (CEST)          | - Gorgiev 15' - Kapllani 32' | Reporte                | - 26' Soumah - 42' Merdini | Árbitro(s): Edvin Hoxha              | Árbitro(s): Edvin Hoxha |

### Tërbuni vs Partizani
| 22 de septiembre de 2021 | Tërbuni | 0:3 (0:3) | Partizani                               | Estadio Ismail Xhemali, Pukë, Albania |                         |
| 16:00 (CEST)             |         | Reporte   | - 22' Júnior - 24' Filipović - 42' Mala | Árbitro(s): Olsi Sokoli               | Árbitro(s): Olsi Sokoli |

| 13 de octubre de 2021 | Partizani                                 | 3:0 (0:0) (Global 6:0) | Tërbuni | Football Republic, Barbas, Albania |                        |
| 13:30 (CEST)          | - Filipović 53' - Murataj 79' - Musta 86' | Reporte                |         | Árbitro(s): Qazim Copa             | Árbitro(s): Qazim Copa |

### Shkumbini vs Tirana
| 22 de septiembre de 2021 | Shkumbini | 0:3 (0:2) | Tirana                          | Estadio Shkumbini, Peqin, Albania |                            |
| 16:00 (CEST)             |           | Reporte   | - 7' Xhixha - 16', 87' Beshiraj | Árbitro(s): Emanuela Rusta        | Árbitro(s): Emanuela Rusta |

| 13 de octubre de 2021 | Tirana                                                    | 6:0 (6:0) (Global 9:0) | Shkumbini | Estadio Selman Stërmasi, Tirana, Albania |                             |
| 13:30 (CEST)          | - Limaj 11', 45' - Xhixha 21', 25', 27' - Bali 35' (a.g.) | Reporte                |           | Árbitro(s): Silvio Dyrmishi              | Árbitro(s): Silvio Dyrmishi |

### Veleçiku vs Skënderbeu
| 22 de septiembre de 2021 | Veleçiku | 0:3 (0:2) | Skënderbeu                              | Estadio Reshit Rusi, Shkodër, Albania |                           |
| 16:00 (CEST)             |          | Reporte   | - 34' Vangjeli - 40' Ngissah - 65' Pusi | Árbitro(s): Elton Hazizaj             | Árbitro(s): Elton Hazizaj |

| 13 de octubre de 2021 | Skënderbeu                                  | 4:0 (3:0) (Global 7:0) | Veleçiku | Tropikal Complex, Durrës, Albania |                           |
| 13:30 (CEST)          | - Ngissah 10', 48' - Nikaj 30' - Vitija 33' | Reporte                |          | Árbitro(s): Geisi Velçani         | Árbitro(s): Geisi Velçani |

### Oriku vs Bylis
| 22 de septiembre de 2021 | Oriku        | 1:2 (1:1) | Bylis                      | Estadio Orikum, Orikum, Albania |                          |
| 16:00 (CEST)             | - Bashaj 24' | Reporte   | - 15' Emini - 73' Carkanji | Árbitro(s): Granit Sulko        | Árbitro(s): Granit Sulko |

| 14 de octubre de 2021 | Bylis                                            | 5:0 (3:0) (Global 7:1) | Oriku | Estadio Adush Muça, Ballsh, Albania |                           |
| 13:30 (CEST)          | - Osmani 2', 37' - Spahiu 36', 82' - Alinani 80' | Reporte                |       | Árbitro(s): Xhulio Agolli           | Árbitro(s): Xhulio Agolli |

### Erzeni vs Dinamo Tirana
| 22 de septiembre de 2021 | Erzeni           | 1:0 (0:0) | Dinamo Tirana | Estadio Tofik Jashari, Shijak, Albania |                           |
| 16:00 (CEST)             | - Xhabrahimi 55' | Reporte   |               | Árbitro(s): Albano Stolaj              | Árbitro(s): Albano Stolaj |

| 14 de octubre de 2021 | Dinamo Tirana            | 2:0 (2:0) (Global 2:1) | Erzeni | Estadio Rrogozhinë, Rrogozhinë, Albania |                           |
| 13:30 (CEST)          | - Sidibe 3' - Ibraimi 8' | Reporte                |        | Árbitro(s): Erald Demiraj               | Árbitro(s): Erald Demiraj |

### Besëlidhja vs Burreli
| 22 de septiembre de 2021 | Besëlidhja | 0:0     | Burreli | Estadio Brian Filipi, Lezhë, Albania |                           |
| 16:00 (CEST)             |            | Reporte |         | Árbitro(s): Besnard Kaimi            | Árbitro(s): Besnard Kaimi |

| 14 de octubre de 2021 | Burreli           | 2:4 (0:1) (Global 2:4) | Besëlidhja                                | Estadio Liri Ballabani, Burrel, Albania |                             |
| 13:30 (CEST)          | - Koleci 80', 83' | Reporte                | - 43' Jeremić - 55', 70' Jaku - 90' Marku | Árbitro(s): Bekris Dragusha             | Árbitro(s): Bekris Dragusha |

### Vora vs Korabi
| 22 de septiembre de 2021 | Vora                      | 2:1 (0:0) | Korabi     | Internacional Complex, Tirana, Albania |                       |
| 16:00 (CEST)             | - Lushaku 77' - Demaj 85' |           | - 88' Raza | Árbitro(s): Andi Koçi                  | Árbitro(s): Andi Koçi |

| 13 de octubre de 2021 | Korabi                                   | 4:1 (2:1) (Global 5:3) | Vora                  | Korabi, Peshkopi, Albania |                         |
| 13:30 (CEST)          | - Marku 3', 11' - Dragoj 83' - Çutra 90' |                        | - 28' (pen.) Ismailaj | Árbitro(s): Ermal Gryka   | Árbitro(s): Ermal Gryka |

### Labëria vs Vllaznia
| 22 de septiembre de 2021 | Labëria                             | 2:1 (1:1) | Vllaznia   | Labëria Complex, Nartë, Albania |                             |
| 16:00 (CEST)             | - Dalanaj 43' (pen.) - Kamberaj 49' | Reporte   | - 34' Çoba | Árbitro(s): Mikele Dyrmishi     | Árbitro(s): Mikele Dyrmishi |

| 13 de octubre de 2021 | Vllaznia                                                       | 4:0 (1:0) (Global 5:2) | Labëria | Estadio Reshit Rusi, Shkodër, Albania |                           |
| 13:30 (CEST)          | - Gjurgjevikj 26' - Aralica 79' - Mustedanagić 80' - Herić 89' | Reporte                |         | Árbitro(s): Besnard Kaimi             | Árbitro(s): Besnard Kaimi |

### Butrinti vs Laçi
| 22 de septiembre de 2021 | Butrinti    | 1:1 (0:1) | Laçi        | Estadio Butrinti, Sarandë, Albania |                           |
| 13:30 (CEST)             | - Malaj 49' | Reporte   | - 17' Ademi | Árbitro(s): Geisi Velçani          | Árbitro(s): Geisi Velçani |

| 13 de octubre de 2021 | Laçi                                                | 4:0 (1:0) (Global 5:1) | Butrinti | Internacional Complex, Tirana, Albania |                         |
| 13:30 (CEST)          | - Guindo 20' - Deliu 72' - Ziko 86' - Prengaj 90+3' | Reporte                |          | Árbitro(s): Ermis Çelaj                | Árbitro(s): Ermis Çelaj |

### Maliqi vs Kukësi
| 22 de septiembre de 2021 | Maliqi | 0:0     | Kukësi | Estadio Sopoti, Librazhd, Albania |                             |
| 16:00 (CEST)             |        | Reporte |        | Árbitro(s): Silvio Dyrmishi       | Árbitro(s): Silvio Dyrmishi |

| 13 de octubre de 2021 | Kukësi                                          | 4:0 (1:0) (Global 4:0) | Maliqi | National Sports Centre, Kamëz, Albania |                            |
| 13:30 (CEST)          | - Daci 45' - Krnić 56' - Gavazaj 71' - Sula 90' | Reporte                |        | Árbitro(s): Emanuela Rusta             | Árbitro(s): Emanuela Rusta |

### Elbasani vs Kastrioti
| 22 de septiembre de 2021 | Elbasani | 0:2 (0:1) | Kastrioti               | Estadio Redi Maloku, Fushë-Krujë, Albania |                          |
| 16:00 (CEST)             |          | Reporte   | - 16' Greca - 80' Ajazi | Árbitro(s): Endrit Zhuli                  | Árbitro(s): Endrit Zhuli |

| 13 de octubre de 2021 | Kastrioti                       | 2:0 (0:0) (Global 4:0) | Elbasani | Estadio Redi Maloku, Fushë-Krujë, Albania |                           |
| 13:30 (CEST)          | - Ajazi 60' - Neziri 90' (pen.) | Reporte                |          | Árbitro(s): Xhulian Bacaj                 | Árbitro(s): Xhulian Bacaj |

### Flamurtari vs Apolonia
| 22 de septiembre de 2021 | Flamurtari            | 1:1 (0:0) | Apolonia   | Estadio Flamurtari, Vlorë, Albania |                           |
| 16:00 (CEST)             | - Diamanti 66' (pen.) | Reporte   | - 74' Topi | Árbitro(s): Mirela Çemeri          | Árbitro(s): Mirela Çemeri |

| 13 de octubre de 2021 | Apolonia    | 1:1 (1:0) (1:1) (0:0 t. s.)(6:7 p.)(Global 2:2) | Flamurtari         | Estadio Loni Papuçiu, Fier, Albania |                          |
| 13:30 (CEST)          | - Omeri 31' | Reporte                                         | - 49' (pen.) Gocaj | Árbitro(s): Endrit Zhuli            | Árbitro(s): Endrit Zhuli |

### Turbina vs Egnatia
| 22 de septiembre de 2021 | Turbina                | 1:1 (1:0) | Egnatia        | Estadio Nexhip Trungu, Cërrik, Albania |                           |
| 16:00 (CEST)             | - Brahilika 33' (pen.) | Reporte   | - 88' Shtubina | Árbitro(s): Ditmir Grimci              | Árbitro(s): Ditmir Grimci |

| 13 de octubre de 2021 | Egnatia        | 1:0 (0:0) (Global 2:1) | Turbina | Estadio Rrogozhinë, Rrogozhinë, Albania |                            |
| 13:30 (CEST)          | - Bardis 90+1' | Reporte                |         | Árbitro(s): Ervin Kotemelo              | Árbitro(s): Ervin Kotemelo |

### Lushnja vs Tomori
| 22 de septiembre de 2021 | Lushnja | 0:3 (0:2) | Tomori                                         | Abdurrahman Roza Haxhiu, Lushnjë, Albania |                            |
| 16:00 (CEST)             |         |           | - 13' (pen.) Manellari - 38' Oshafi - 54' Pepa | Árbitro(s): Olsion Yzeriaj                | Árbitro(s): Olsion Yzeriaj |

| 14 de octubre de 2021 | Tomori | 0:0 (Global 3:0) | Lushnja | Estadio Tomori, Berat, Albania |                             |
| 13:30 (CEST)          |        |                  |         | Árbitro(s): Mikele Dyrmishi    | Árbitro(s): Mikele Dyrmishi |

### Besa vs Pogradeci
| 22 de septiembre de 2021 | Besa         | 1:0 (0:0) | Pogradeci | Estadio Besa, Kavajë, Albania |                               |
| 14:00 (CEST)             | - Hoxhaj 62' | Reporte   |           | Árbitro(s): Fiorelo Pjetrushi | Árbitro(s): Fiorelo Pjetrushi |

| 13 de octubre de 2021 | Pogradeci                  | 2:0 (0:0) (Global 2:1) | Besa | Estadio Gjorgji Kyçyku, Pogradec, Albania |                         |
| 13:30 (CEST)          | - Laçka 57' - Muçllari 88' | Reporte                |      | Árbitro(s): Sokol Bebja                   | Árbitro(s): Sokol Bebja |

## Segunda ronda
Los 16 equipos clasificados de la Primera Ronda pasaron a la Segunda Ronda. Los partidos de ida se jugarán el 3 de noviembre de 2021 y los de vuelta el 17 de noviembre de 2021. 
| Equipo 1      | Agr.         | Equipo 2   | Ida | Vuelta |
| ------------- | ------------ | ---------- | --- | ------ |
| Korabi        | 0–3          | Teuta      | 0–1 | 0–2    |
| Besëlidhja    | 0–3          | Partizani  | 0–1 | 0–2    |
| Dinamo Tirana | 2–2 (8–7 p.) | Tirana     | 2–0 | 0–2    |
| Bylis         | 3–3 (3–4 p.) | Skënderbeu | 1–1 | 2–2    |
| Pogradeci     | 1–8          | Vllaznia   | 0–2 | 1–6    |
| Tomori        | 1–2          | Laçi       | 0–1 | 1–1    |
| Egnatia       | 3–2          | Kukësi     | 3–1 | 0–1    |
| Flamurtari    | 4–2          | Kastrioti  | 0–0 | 4–2    |

### Korabi vs Teuta
| 2 de noviembre de 2021 | Korabi | 0:1 (0:1) | Teuta      | Korabi Stadium, Peshkopi, Albania |                           |
| 14:00 (CEST)           |        | Reporte   | - 43' Vila | Árbitro(s): Ditmir Grimci         | Árbitro(s): Ditmir Grimci |

| 17 de noviembre de 2021 | Teuta                      | 2:0 (1:0) (Global 3:0) | Korabi | Estadio Niko Dovana, Durrës, Albania |                           |
| 13:30 (CEST)            | - Ivanović 12' - Plaku 88' | Reporte                |        | Árbitro(s): Xhulio Agolli            | Árbitro(s): Xhulio Agolli |

### Besëlidhja vs Partizani
| 3 de noviembre de 2021 | Besëlidhja | 0:1 (0:1) | Partizani          | Brian Filipi Stadium, Lezhë, Albania |                            |
| 14:00 (CEST)           |            | Reporte   | - 8' (pen.) Júnior | Árbitro(s): Emanuela Rusta           | Árbitro(s): Emanuela Rusta |

| 17 de noviembre de 2021 | Partizani                 | 2:0 (0:0) (Global 3:0) | Besëlidhja | Estadio Selman Stërmasi, Tirana, Albania |                        |
| 13:30 (CEST)            | - Rrapaj 81' - Júnior 90' | Reporte                |            | Árbitro(s): Qazim Çopa                   | Árbitro(s): Qazim Çopa |

### Dinamo Tirana vs Tirana
| 3 de noviembre de 2021 | Dinamo Tirana                    | 2:0 (2:0) | Tirana | Air Albania Stadium, Tirana, Albania |                          |
| 16:45 (CEST)           | - Ibraimi 26' (pen.) - 39' Skuka | Reporte   |        | Árbitro(s): Florjan Lata             | Árbitro(s): Florjan Lata |

| 18 de noviembre de 2021 | Tirana                                                                                            | 2:0 (1:0) (2:0) (2:0 t. s.)(7:8 p.)(Global 2:2) | Dinamo Tirana                                                                              | Estadio Selman Stërmasi, Tirana, Albania |                             |
| 19:45 (CEST)            | - Gjumsi 36' - Limaj 78' (pen.)                                                                   | Reporte                                         |                                                                                            | Árbitro(s): Eldorjan Hamiti              | Árbitro(s): Eldorjan Hamiti |
|                         |                                                                                                   | Tiros desde el punto penal                      |                                                                                            |                                          |                             |
|                         | - Limaj - Ismailgeci - Seferi - Xhixha - Hoti - Totre - Beshiraj - Bekaj - Behiratche - Toshevski |                                                 | - Ibraimi - Mihana - Gavazaj - Maliqi - Demiri - Imami - Šofranac - Bakaj - Samake - Daija |                                          |                             |

### Bylis vs Skënderbeu
| 3 de noviembre de 2021 | Bylis       | 1:1 (1:0) | Skënderbeu   | Stadiumi Adush Muçaj, Ballsh, Albania |                       |
| 14:00 (CEST)           | - Hadroj 1' | Reporte   | - 82' Moraes | Árbitro(s): Olti Çela                 | Árbitro(s): Olti Çela |

| 17 de noviembre de 2021 | Skënderbeu                                                                | 2:2 (2:1) (2:2) (2:2 t. s.)(4:3 p.)(Global 3:3) | Bylis                                                                                    | Estadio Skënderbeu, Korçë, Albania |                           |
| 13:30 (CEST)            | - Meksi 25' (pen.) - Berisha 45+2'                                        | Reporte                                         | - 15', 72' Qardaku                                                                       | Árbitro(s): Indrit Myrtja          | Árbitro(s): Indrit Myrtja |
|                         |                                                                           | Tiros desde el punto penal                      |                                                                                          |                                    |                           |
|                         | Acierto de penal · Acierto de penal · Acierto de penal · Acierto de penal |                                                 | Acierto de penal · Fallo de penal · Acierto de penal · Acierto de penal · Fallo de penal |                                    |                           |

### Pogradeci vs Vllaznia
| 3 de noviembre de 2021 | Pogradeci | 0:2 (0:1) | Vllaznia                       | Gjorgji Kyçyku Stadium, Pogradec, Albania |                            |
| 14:00 (CEST)           |           | Reporte   | - 1' Hoxhaj - 74' Mustedanagić | Árbitro(s): Klodjan Prenga                | Árbitro(s): Klodjan Prenga |

| 17 de noviembre de 2021 | Vllaznia                                                                        | 6:1 (6:0) (Global 8:2) | Pogradeci      | Estadio Loro Boriçi, Shkodër, Albania |                           |
| 13:30 (CEST)            | - Mustedanagić 3' - Aralica 8', 16' - Latifi 14' (pen.) - Pura 24' - Hoxhaj 26' | Reporte                | - 56' Topllari | Árbitro(s): Besnard Kaimi             | Árbitro(s): Besnard Kaimi |

### Tomori vs Laçi
| 3 de noviembre de 2021 | Tomori | 0:1 (0:1) | Laçi        | Estadio Tomori, Berat, Albania |                          |
| 14:00 (CEST)           |        | Reporte   | - 32' Ademi | Árbitro(s): Endrit Zhuli       | Árbitro(s): Endrit Zhuli |

| 17 de noviembre de 2021 | Laçi         | 1:1 (0:1) (Global 2:1) | Tomori     | Laçi Stadium, Laç, Albania   |                              |
| 13:30 (CEST)            | - Guindo 73' | Reporte                | - 25' Nako | Árbitro(s): Erjon Bylykbashi | Árbitro(s): Erjon Bylykbashi |

### Egnatia vs Kukësi
| 3 de noviembre de 2021 | Egnatia                     | 3:1 (2:0) | Kukësi       | Shkumbini Stadium, Peqin, Albania |                            |
| 14:00 (CEST)           | - Imeri 3' - Pedro 37', 63' | Reporte   | - 66' Ndreca | Árbitro(s): Olsion Yzeiraj        | Árbitro(s): Olsion Yzeiraj |

| 17 de noviembre de 2021 | Kukësi             | 1:0 (1:0) (Global 2:3) | Egnatia | Elbasan Arena, Elbasan, Albania |                          |
| 13:30 (CEST)            | - Taipi 39' (pen.) | Reporte                |         | Árbitro(s): Kridens Meta        | Árbitro(s): Kridens Meta |

### Flamurtari vs Kastrioti
| 3 de noviembre de 2021 | Flamurtari | 0:0     | Kastrioti | Estadio Flamurtari, Vlorë, Albania |                             |
| 14:00 (CEST)           |            | Reporte |           | Árbitro(s): Klodian Shahini        | Árbitro(s): Klodian Shahini |

| 17 de noviembre de 2021 | Kastrioti                               | 2:4 (1:1) (Global 2:4) | Flamurtari                                        | Estadio Kastrioti, Krujë, Albania |                           |
| 13:30 (CEST)            | - Karakaçi 13' (pen.) - Mudražija 90+7' | Reporte                | - 38', 90+6' Diamanti - 63' Pjeshka - 90+3' Ribaj | Árbitro(s): Albano Stolaj         | Árbitro(s): Albano Stolaj |

## Cuartos de final
Los partidos de ida se jugarán entre el 26 y 27 de enero de 2022 y los de vuelta entre el 9 y 10 de febrero de 2022.
| Equipo 1      | Agr.         | Equipo 2  | Ida | Vuelta |
| ------------- | ------------ | --------- | --- | ------ |
| Skënderbeu    | 0–2          | Teuta     | 0–1 | 0–1    |
| Dinamo Tirana | 1–2          | Partizani | 1–1 | 0–1    |
| Flamurtari    | 1–3          | Vllaznia  | 1–2 | 0–1    |
| Egnatia       | 1–1 (2:3 p.) | Laçi      | 1–1 | 0–0    |

### Skënderbeu vs Teuta
| 27 de enero de 2022 | Skënderbeu | 0:1 (0:0) | Teuta       | Estadio Skënderbeu, Korçë, Albania |                        |
| 13:45 (CEST)        |            | Reporte   | - 61' Hebaj | Árbitro(s): Laver Alla             | Árbitro(s): Laver Alla |

| 9 de febrero de 2022 | Teuta             | 1:0 (1:0) (Global 2:0) | Skënderbeu | Estadio Niko Dovana, Durrës, Albania |                         |
| 16:45 (CEST)         | - Hebaj 8' (pen.) | Reporte                |            | Árbitro(s): Blerim Ziri              | Árbitro(s): Blerim Ziri |

### Dinamo Tirana vs Partizani
| 27 de enero de 2022 | Dinamo Tirana        | 1:1 (1:1) | Partizani  | Arena Kombëtare, Tirana, Albania |                               |
| 16:45 (CEST)        | - Ibraimi 43' (pen.) | Reporte   | - 24' Cara | Árbitro(s): Kreshnik Barjamaj    | Árbitro(s): Kreshnik Barjamaj |

| 10 de febrero de 2022 | Partizani     | 1:0 (1:0) (Global 2:1) | Dinamo Tirana | Arena Kombëtare, Tirana, Albania |                  |
| 18:00 (CEST)          | - Skuka 45+1' | Reporte                |               | Árbitro(s): [[]]                 | Árbitro(s): [[]] |

### Flamurtari vs Vllaznia
| 26 de enero de 2022 | Flamurtari           | 1:2 (0:1) | Vllaznia                | Estadio Flamurtari, Vlorë, Albania |                         |
| 13:45 (CEST)        | - Índio Oliveira 75' | Reporte   | - 26', 60' Mustedanagić | Árbitro(s): Blerim Ziri            | Árbitro(s): Blerim Ziri |

| 10 de febrero de 2022 | Vllaznia           | 1:0 (0:0) (Global 3:1) | Flamurtari | Estadio Loro Boriçi, Shkodër, Albania |                  |
| 13:45 (CEST)          | - Mustedanagić 70' | Reporte                |            | Árbitro(s): [[]]                      | Árbitro(s): [[]] |

### Egnatia vs Laçi
| 26 de enero de 2022 | Egnatia     | 1:1 (1:1) | Laçi               | Rrogozhinë Stadium, Rrogozhinë, Albania |                             |
| 13:45 (CEST)        | - Imeri 22' | Reporte   | - 17' (pen.) Shehu | Árbitro(s): Klodian Shahini             | Árbitro(s): Klodian Shahini |

| 9 de febrero de 2022 | Laçi                                          | 0:0 (3:2 p.)(Global 1:1)   | Egnatia                                              | Laçi Stadium, Laç, Albania |                  |
| 13:45 (CEST)         |                                               | Reporte                    |                                                      | Árbitro(s): [[]]           | Árbitro(s): [[]] |
|                      |                                               | Tiros desde el punto penal |                                                      |                            |                  |
|                      | - Guindo - Ujka - Velkoski - Mazrekaj - Deliu |                            | - Lila - Krivanjeva - Laurentino - Magani - Krasniqi |                            |                  |

## Semifinal
Los partidos de ida se jugarán entre el 30 y 31 de marzo de 2022 y los de vuelta entre el 13 de abril de 2022.
| Equipo 1  | Agr.         | Equipo 2 | Ida | Vuelta |
| --------- | ------------ | -------- | --- | ------ |
| Teuta     | 2–3          | Laçi     | 1–2 | 1–1    |
| Partizani | 1–1 (4:5 p.) | Vllaznia | 0–0 | 1–1    |

### Teuta vs Laçi
| 30 de marzo de 2022 | Teuta              | 1:2 (0:1) | Laçi                     | Estadio Niko Dovana, Durrës, Albania |                            |
| 17:45 (CEST)        | - Todorovski 90+3' | Reporte   | - 6' Ujka - 58' Akinyemi | Árbitro(s): Olsion Yzeiraj           | Árbitro(s): Olsion Yzeiraj |

| 13 de abril de 2022 | Laçi             | 1:1(1:1) (Global 3:2) | Teuta        | Laçi Stadium, Laç, Albania |                      |
| 14:45 (CEST)        | - A. Akinyemi 44 | Reporte               | - R. Hebaj 6 | Árbitro(s): K. Cjapi       | Árbitro(s): K. Cjapi |

### Partizani vs Vllaznia
| 30 de marzo de 2022 | Partizani | 0:0     | Vllaznia | Elbasan Arena, Elbasan, Albania |                        |
| 17:45 (CEST)        |           | Reporte |          | Árbitro(s): O. Ferataj          | Árbitro(s): O. Ferataj |

| 13 de abril de 2022 | Vllaznia        | 1:1(1:1) (5:4 p.)(Global 1:1) | Partizani   | Estadio Loro Boriçi, Shkodër, Albania |                      |
| 17:45 (CEST)        | - A. Aralica 27 | Reporte                       | - E. Mala 3 | Árbitro(s): J. Xhaja                  | Árbitro(s): J. Xhaja |

## Final
| Equipo 1 | Agr. | Equipo 2 | Ida | Vuelta |
| -------- | ---- | -------- | --- | ------ |
| Vllaznia | 2–1  | Laçi     | –   | –      |

### Vllaznia vs Laçi
| 30 de mayo de 2022 | Vllaznia                 | 2:1 (1:1) (1:1) (1:0 t. s.) | Laçi        | Air Albania Stadium, Tirana, Albania |                  |
| 19:00 (CEST)       | - Hoxhaj 18' - Adili 95' | Reporte                     | - 4' Guindo | Árbitro(s): [[]]                     | Árbitro(s): [[]] |